# 제니 베를린
지니 벌린(Jeannie Berlin, 1949년 11월 1일 ~ )은 미국의 각본가, 배우이다.
로스앤젤레스에서 태어났다.

## 출연 작품
- 더 나이트 오브 (2016년)
- 카페 소사이어티 (2016년)
- 인히어런트 바이스 (2014년) - 리트 이모 역
- 나의 첫번째 장례식 (2013년) - Mrs. 코로코우스키 역
- 마가렛 (2011년) - 에밀리 모리슨 역
- 운명의 크리스탈 (1990년)
- 갈등의 부부 (1972년)
- 더 베이비 메이커 (1970년) - 샤롯 역
- 온 어 클리어 데이 유 캔 씨 포에버 (1970년)
- 분노의 함성 (1970년)
- 갈등 (1970년)